# Friederike Kretzen
Friederike Kretzen (* 20. Juli 1956 in Leverkusen) ist eine deutsche Schriftstellerin.

## Leben
Nach ihrem Studium der Soziologie, Ethnologie und Politikwissenschaft an der Justus-Liebig-Universität Gießen war Kretzen zunächst Regieassistentin am Stadttheater Gießen, danach Dramaturgin am Bayerischen Staatsschauspiel. Seit 1983 lebt sie in Basel und Venedig. Sie arbeitet auch als Publizistin für Schweizer Medien, unter anderem für die Neue Zürcher Zeitung.
Die drei ersten Romane bilden die Trilogie „Frauen ohne Männer“ und schöpfen aus der Erfahrungswelt des Theatermilieus. Der Debütroman war auch in einer Hörspielfassung und als Theater-Inszenierung erfolgreich.
1998 wurde Kretzen mit dem Deutschen Kritikerpreis ausgezeichnet. Für ihren Roman Übungen zu einem Aufstand erhielt sie das Arno-Schmidt-Stipendium für die Jahre 2002/2003.
Der Name und die Figur der Ich-Erzählerin „Véronique“ in Kretzens Roman Natascha, Véronique und Paul aus 2012 stammen aus Jean-Luc Godards Film La Chinoise aus 1967, der der Romanhandlung eine ästhetische Grundierung gibt.
Sie erhielt einen der Schweizer Literaturpreise 2018 für Schule der Indienfahrer.

## Werke
- Die Souffleuse, Roman, Nagel & Kimche, Zürich 1989
- Die Probe, Roman, Nagel & Kimche, Zürich 1991
- Ihr blöden Weiber, Roman, Nagel & Kimche, Zürich 1993
- Indiander, Roman, Bruckner & Thünker, Basel 1996, ISBN 3-905208-21-0
- Ich bin ein Hügel, Roman, Nagel & Kimche, Zürich 1998, ISBN 978-3-312-00246-7
- Übungen zu einem Aufstand, Roman, Stroemfeld, Frankfurt am Main 2002, ISBN 978-3-87877-814-1
- Weißes Album, Roman, Nagel & Kimche, München 2007, ISBN 978-3-312-00387-7
- Natascha, Véronique und Paul. Roman. Stroemfeld, Frankfurt 2012, ISBN 978-3-86600-008-7
- Schule der Indienfahrer. Roman. Stroemfeld Verlag, Frankfurt 2017, ISBN 978-3-86600-272-2 Schweizer Literaturpreise 2018
- Bild vom Bild vom großen Mond. Roman einer Reise, Dörlemann, Zürich 2022, ISBN 978-3-03820-114-4